# John de Neville
John de Neville († vor 8. Juni 1246 in Wethersfield) war ein englischer Adliger und Richter. Während der Herrschaft von König Heinrich III. stieg er zum obersten Richter für die königlichen Forsten auf.
John de Neville war ein Sohn von Hugh de Neville und dessen erster Frau Joan de Cornhill. Sein Vater, der über lange Jahre bis 1229 oberster Forstrichter war, starb 1234. Nach dem Tod seines Vaters erhielt er gegen eine Gebühr lebenslang die Vogtei über die königlichen Forste in Oxfordshire, Northamptonshire, Buckinghamshire und Huntingdonshire. 1235 wurde er zum obersten Forstrichter Englands ernannt, so dass er dasselbe Amt wie sein Vater innehatte. 1240 gehörte er zu den Kreuzfahrern, die mit Richard von Cornwall zum Kreuzzug der Barone aufbrachen. Nach seiner Rückkehr setzte er die königliche Forsthoheit so gewaltsam und auch zu seinem eigenen Vorteil aus, dass er 1244 abgesetzt wurde. Nur durch die Zahlung einer hohen Geldbuße entging er einer Verurteilung durch den König. Nach seinem Tod 1246 wurde er wie sein Vater in Waltham Abbey in Essex beigesetzt.

## Familie und Nachkommen
Neville hatte Hawise de Courtenay, eine Tochter von Sir Robert de Courtenay geheiratet. Mit ihr hatte er mindestens drei Kinder:
- John de Neville († vor 1282)
- Joan de Neville ⚭ Sir Henry de la Mare
- Hugh de Neville (vor 1240–vor 1269)